# NoNoNo
"NoNoNo" é uma canção do girl group sul-coreano A Pink. É o quarto single do grupo, incluído no EP Secret Garden, e foi lançado digitalmente em 5 de julho de 2013 através da A Cube Entertainment.

## Antecedentes e lançamento
Em 23 de junho, A Cube Entertainment lançou um teaser do retorno do grupo em seu canal oficial no YouTube e mais um no dia 27 de junho. Em 3 de julho, foi revelado que que a faixa-título do grupo se chamaria "NoNoNo", em uma prévia do videoclipe para a canção. Em relação ao tema do álbum, A Cube Entertainment declarou: "O tema do álbum Secret Garden é a cura, e mais do que qualquer coisa chocante, vai ser um álbum que vai fazer você se sentir revigorado. Você pode antecipar habilidades melhoradas do A Pink que melhorou ao longo de um ano de preparação." O videoclipe, juntamente com o álbum, foram lançados dois dias depois, em 5 de julho.
Em 11 de julho de 2013, A Pink lançou a versão de dança do vídeo de "NoNoNo". O videoclipe foi criado pela Zany Bros.

## Promoções
Um dia antes de o videoclipe e o mini-álbum serem lançados, A Pink realizou uma apresentação completa de "NoNoNo" no M! Countdown da Mnet, em 4 de julho. Esta foi seguida por comebacks adicionais de outros programas musicais, incluindo Music Bank da KBS, Show! Music Core da MBC e Inkigayo da SBS. Em 17 de julho, A Pink conquistou seu primeiro prêmio para "NoNoNo" no Show Champion. Em 19 de julho, "NoNoNo" ganhou o primeiro lugar no Music Bank.

## Desempenho nas paradas
"NoNoNo" tornou-se um sucesso imediato em todos os sites de música coreanos, alcançando o segundo e terceiro lugares no Melon, Mnet, Bugs, Soribada, Olleh, Naver, Daum, Monkey3 e Cyworld. A canção estreou na 14ª posição na parada de singles da Gaon. Uma semana depois, a canção saltou para o terceiro lugar na Gaon. "NoNoNo" alcançou sua melhor colocação de estreia na K-Pop Hot 100, onde estreou em segundo lugar.
| Parada                       | Melhor posição |
| ---------------------------- | -------------- |
| Gaon Singles chart           | 3              |
| Gaon Local Singles chart     | 3              |
| Gaon Streaming Singles chart | 2              |
| Gaon Download Singles chart  | 3              |
| Gaon BGM chart               | 3              |
| Gaon Mobile Ringtone chart   | 3              |
| Gaon Karaoke chart           | 2              |
| Billboard K-Pop Hot 100      | 2              |

## Créditos
- Chorong - vocais
- Bomi - vocais
- Eunji - vocais
- Naeun - vocais
- Namjoo - vocais
- Hayoung - vocais
- Shinsadong Tiger - produção, composição, arranjo, música